# Eh? Eh?

Terry Jones e Eric Idle in E ora qualcosa di completamente diverso.

Eh? Eh? (Nudge Nudge) è uno sketch del Monty Python's Flying Circus trasmesso nel terzo episodio della prima serie e compare anche nel film E ora qualcosa di completamente diverso e in Monty Python Live at the Hollywood Bowl.

## Lo sketch
Lo sketch inizia con due sconosciuti: un giovane uomo baffuto (Eric Idle) e un gentiluomo maturo (Terry Jones) che si incontrano in un pub e il giovane uomo comincia a chiedere al gentiluomo degli imbarazzanti doppi sensi sessuali sul rapporto che ha con sua moglie (esempio: "Sua moglie è una sportiva?", "Sua moglie si interessa di fotografia?") e il gentiluomo, non capendo quello che gli sta dicendo, gli risponde in modo confuso e ogni volta che gli risponde, il giovane uomo gli risponde entusiasta: "Gomitino, gomitino, ammicco ammicco, Non dica nient'altro" ("Nudge, nudge, wink wink, Say no more"). Lo sketch continua con altre domande a doppi sensi, ma alla fine il gentiluomo gli domanda cosa gli sta dicendo e il giovane uomo gli chiede se è mai stato a letto con una donna. Il gentiluomo gli risponde di sì e l'uomo gli chiede: "E cosa si prova?".

## Altre versioni
Lo sketch appare anche nel film E ora qualcosa di completamente diverso e nello spettacolo dal vivo Monty Python Live at the Hollywood Bowl. È stato inoltre messo in scena 45 anni dopo la sua messa in onda originale, in Monty Python Live (mostly), spettacolo di riunione e di addio del gruppo.